# Atletiek op de Olympische Zomerspelen 2004 – Tienkamp mannen
Lijst van de uitslagen van de zeven- en tienkamp in de atletiek op de Olympische Zomerspelen 2004 in Athene. Het onderdeel werd afgewerkt op 23 en 24 augustus en in totaal namen 36 atleten deel uit 26 landen.

## Schema
De tijden zijn weergegeven in Griekse tijd (UTC+2)
| Date                     | Time                          | Round                                                             |
| ------------------------ | ----------------------------- | ----------------------------------------------------------------- |
| maandag 23 augustus 2004 | 09:15 10:15 13:15 18:30 19:20 | 100 m verspringen kogelstoten hoogspringen 400 m                  |
| dinsdag 24 augustus 2004 | 09:00 10:05 13:45 19:30 21:00 | 110 m horden discuswerpen polsstokhoogspringen speerwerpen 1500 m |

## Uitslag

### Algemene uitslag
De geel gekleurde vlakken zijn de beste prestaties per onderdeel.
De volgende afkortingen worden gebruikt:
- AR werelddeel record
- DNF niet gefinisht
- NR nationaal record
- OR olympisch record
- PB persoonlijke besttijd
- SB beste seizoensprestatie

| Rang   | Naam                   | Land | Totaal    | Onderdeel scores | Onderdeel scores | Onderdeel scores | Onderdeel scores | Onderdeel scores | Onderdeel scores | Onderdeel scores | Onderdeel scores | Onderdeel scores | Onderdeel scores |
| Rang   | Naam                   | Land | Totaal    | 100 m            | LJ               | SP               | HJ               | 400 m            | 110 m H          | DT               | PV               | JT               | 1500 m           |
| ------ | ---------------------- | ---- | --------- | ---------------- | ---------------- | ---------------- | ---------------- | ---------------- | ---------------- | ---------------- | ---------------- | ---------------- | ---------------- |
| Goud   | Roman Šebrle           | CZE  | 8893 (OR) | 894 10,85 s      | 1020 7,84 m      | 873 16,36 m      | 915 2,12 m       | 892 48,36 s      | 968 14,05 s      | 844 48,72 m      | 910 5,00 m       | 897 70,52 m      | 680 4.40,01      |
| Zilver | Bryan Clay             | USA  | 8820 (PB) | 989 10,44 s      | 1050 7,96 m      | 804 15,23 m      | 859 2,06 m       | 852 49,19 s      | 958 14,13 s      | 873 50,11 m      | 880 4,90 m       | 885 69,71 m      | 670 4.41,65      |
| Brons  | Dmitri Karpov          | KAZ  | 8725 (AR) | 975 10,50 s      | 1012 7,81 m      | 847 15,93 m      | 887 2,09 m       | 968 46,81 s      | 978 13,97 s      | 905 51,65 m      | 790 4,60 m       | 671 55,54 m      | 692 4.38,11      |
| 4      | Dean Macey             | GBR  | 8414 (SB) | 885 10,89 s      | 927 7,47 m       | 835 15,73 m      | 944 2,15 m       | 863 48,97 s      | 903 14,56 s      | 836 48,34 m      | 731 4,40 m       | 715 58,46 m      | 775 4.25,42      |
| 5      | Chiel Warners          | NED  | 8343 (SB) | 947 10,62 s      | 995 7,74 m       | 758 14,48 m      | 776 1,97 m       | 911 47,97 s      | 973 14,01 s      | 741 43,73 m      | 880 4,90 m       | 669 55,39 m      | 693 4.38,05      |
| 6      | Attila Zsivoczky       | HUN  | 8287 (SB) | 881 10,91 s      | 847 7,14 m       | 809 15,31 m      | 915 2,12 m       | 842 49,40 s      | 856 14,95 s      | 780 45,62 m      | 819 4,70 m       | 790 63,45 m      | 748 4.29,54      |
| 7      | Laurent Hernu          | FRA  | 8237 (SB) | 867 10,97 s      | 859 7,19 m       | 768 14,65 m      | 831 2,03 m       | 874 48,73 s      | 942 14,25 s      | 761 44,72 m      | 849 4,80 m       | 704 57,76 m      | 782 4.24,35      |
| 8      | Erki Nool              | EST  | 8235      | 906 10,80 s      | 942 7,53 m       | 744 14,26 m      | 696 1,88 m       | 870 48,81 s      | 874 14,80 s      | 706 42,05 m      | 1035 5,40 m      | 758 61,33 m      | 704 4.36,33      |
| 9      | Claston Bernard        | JAM  | 8225 (NR) | 931 10,69 s      | 930 7,48 m       | 777 14,80 m      | 915 2,12 m       | 855 49,13 s      | 953 14,17 s      | 762 44,75 m      | 731 4,40 m       | 667 55,27 m      | 704 4.36,31      |
| 10     | Roland Schwarzl        | AUT  | 8102 (PB) | 865 10,98 s      | 932 7,49 m       | 729 14,01 m      | 749 1,94 m       | 826 49,76 s      | 942 14,25 s      | 714 42,43 m      | 941 5,10 m       | 683 56,32 m      | 721 4.33,56      |
| 11     | Aleksandr Pogorelov    | RUS  | 8084 (SB) | 872 10,95 s      | 888 7,31 m       | 796 15,10 m      | 859 2,06 m       | 779 50,79 s      | 948 14,21 s      | 759 44,60 m      | 910 5,00 m       | 640 53,45 m      | 633 4.47,63      |
| 12     | Florian Schönbeck      | GER  | 8077      | 883 10,90 s      | 886 7,30 m       | 776 14,77 m      | 696 1,88 m       | 801 50,30 s      | 931 14,34 s      | 755 44,41 m      | 910 5,00 m       | 751 60,89 m      | 688 4.38,82      |
| 13     | Romain Barras          | FRA  | 8067 (SB) | 830 11,14 s      | 811 6,99 m       | 784 14,91 m      | 749 1,94 m       | 842 49,41 s      | 927 14,37 s      | 763 44,83 m      | 790 4,60 m       | 807 64,55 m      | 764 4.27,09      |
| 14     | Maurice Smith          | JAM  | 8023      | 894 10,85 s      | 769 6,81 m       | 804 15,24 m      | 723 1,91 m       | 849 49,27 s      | 973 14,01 s      | 850 49,02 m      | 673 4,20 m       | 761 61,52 m      | 727 4.32,74      |
| 15     | Nikolay Averyanov      | RUS  | 8021      | 963 10,55 s      | 896 7,34 m       | 755 14,44 m      | 749 1,94 m       | 828 49,72 s      | 925 14,39 s      | 662 39,88 m      | 849 4,80 m       | 656 54,51 m      | 738 4.31,02      |
| 16     | Jaakko Ojaniemi        | FIN  | 8006 (SB) | 933 10,68 s      | 935 7,50 m       | 788 14,97 m      | 749 1,94 m       | 856 49,12 s      | 848 15,01 s      | 672 40,35 m      | 790 4,60 m       | 727 59,26 m      | 708 4.35,71      |
| 17     | Vitaliy Smirnov        | UZB  | 7993      | 885 10,89 s      | 830 7,07 m       | 721 13,88 m      | 749 1,94 m       | 856 49,11 s      | 878 14,77 s      | 715 42,47 m      | 819 4,70 m       | 751 60,88 m      | 789 4.23,31      |
| 18     | Qi Haifeng             | CHN  | 7934      | 847 11,06 s      | 896 7,34 m       | 701 13,55 m      | 776 1,97 m       | 831 49,65 s      | 876 14,78 s      | 770 45,13 m      | 760 4,50 m       | 750 60,79 m      | 727 4.32,63      |
| 19     | Stefan Drews           | GER  | 7924      | 890 10,87 s      | 905 7,38 m       | 672 13,07 m      | 696 1,88 m       | 885 48,51 s      | 973 14,01 s      | 667 40,11 m      | 910 5,00 m       | 611 51,53 m      | 715 4.34,51      |
| 20     | Aliaksandr Parkhomenka | BLR  | 7918 (SB) | 830 11,14 s      | 723 6,61 m       | 832 15,69 m      | 831 2,03 m       | 767 51,04 s      | 864 14,88 s      | 703 41,90 m      | 849 4,80 m       | 826 65,82 m      | 693 4.37,94      |
| 21     | Paul Terek             | USA  | 7893      | 878 10,92 s      | 799 6,94 m       | 799 15,15 m      | 749 1,94 m       | 835 49,56 s      | 835 15,12 s      | 780 45,62 m      | 1004 5,30 m      | 598 50,62 m      | 616 4.50,36      |
| 22     | David Gómez            | ESP  | 7865      | 843 11,08 s      | 876 7,26 m       | 763 14,57 m      | 670 1,85 m       | 880 48,61 s      | 922 14,41 s      | 684 40,95 m      | 731 4,40 m       | 749 60,71 m      | 747 4.29,70      |
| 23     | Indrek Turi            | EST  | 7708      | 843 11,08 s      | 792 6,91 m       | 705 13,62 m      | 831 2,03 m       | 739 51,67 s      | 941 14,26 s      | 661 39,83 m      | 849 4,80 m       | 728 59,34 m      | 619 4.50,01      |
| 24     | Santiago Lorenzo       | ARG  | 7592      | 838 11,10 s      | 821 7,03 m       | 681 13,22 m      | 670 1,85 m       | 845 49,34 s      | 804 15,38 s      | 669 40,22 m      | 760 4,50 m       | 713 58,36 m      | 791 4.23,08      |
| 25     | Jānis Karlivāns        | LAT  | 7583      | 789 11,33 s      | 876 7,26 m       | 686 13,30 m      | 776 1,97 m       | 790 50,54 s      | 852 14,98 s      | 733 43,34 m      | 760 4,50 m       | 632 52,92 m      | 689 4.38,67      |
| 26     | Prodromos Korkizoglou  | GRE  | 7573      | 892 10,86 s      | 830 7,07 m       | 778 14,81 m      | 749 1,94 m       | 762 51,16 s      | 854 14,96 s      | 789 46,07 m      | 819 4,70 m       | 634 53,05 m      | 466 5.17,00      |
| 27     | Hans Olav Uldal        | NOR  | 7495      | 810 11,23 s      | 811 6,99 m       | 700 13,53 m      | 670 1,85 m       | 771 50,95 s      | 839 15,09 s      | 726 43,01 m      | 760 4,50 m       | 738 60,00 m      | 670 4.41,70      |
| 28     | Paolo Casarsa          | ITA  | 7404      | 782 11,36 s      | 739 6,68 m       | 785 14,92 m      | 749 1,94 m       | 673 53,20 s      | 803 15,39 s      | 843 48,66 m      | 731 4,40 m       | 717 58,62 m      | 582 4.56,72      |
| 29     | Eugène Martineau       | NED  | 7185      | 863 10,99 s      | 776 6,84 m       | 0 NM             | 803 2,00 m       | 857 49,10 s      | 847 15,02 s      | 665 40,00 m      | 849 4,80 m       | 792 63,62 m      | 733 4.31,79      |
| 30     | Victor Covalenco       | MDA  | 6543      | 799 11,28 s      | 862 7,20 m       | 670 13,04 m      | 670 1,85 m       | 733 51,82 s      | 755 15,80 s      | 628 38,19 m      | 0 NM             | 640 53,46 m      | 786 4.23,81      |
| n/a    | Pavel Andreev          | UZB  | DNF       | 797 11,29 s      | 0 NM             | 747 14,30 m      | 803 2,00 m       | 741 51,64 s      | 785 15,54 s      | 703 41,89 m      | 880 4,90 m       | DNS              | DNS              |
| n/a    | Tom Pappas             | USA  | DNF       | 906 10,80 s      | 905 7,38 m       | 862 16,17 m      | 831 2,03 m       | 911 47,97 s      | 951 14,18 s      | 816 47,39 m      | 0 NM             | DNS              | DNS              |
| n/a    | Luiggy Llanos          | PUR  | DNF       | 874 10,94 s      | 918 7,43 m       | 714 13,77 m      | 723 1,91 m       | 848 49,28 s      | 958 14,13 s      | 702 41,82 m      | 0 NM             | DNS              | DNS              |
| n/a    | Ahmad Hassan Moussa    | QAT  | DNF       | 908 10,79 s      | 823 7,04 m       | 687 13,32 m      | 644 1,82 m       | 874 48,73 s      | 0 DNF            | DNS              | DNS              | DNS              | DNS              |
| n/a    | Dennis Leyckes         | GER  | DNF       | 850 11,05 s      | 826 7,05 m       | 657 12,84 m      | 723 1,91 m       | DNS              | DNS              | DNS              | DNS              | DNS              | DNS              |
| n/a    | Jón Arnar Magnússon    | ISL  | DNF       | 850 11,05 s      | 842 7,12 m       | 788 14,98 m      | DNS              | DNS              | DNS              | DNS              | DNS              | DNS              | DNS              |
| n/a    | Kristjan Rahnu         | EST  | DNF       | 912 10,77 s      | 0 NM             | 756 14,45 m      | DNS              | DNS              | DNS              | DNS              | DNS              | DNS              | DNS              |
| n/a    | Lev Lobodin            | RUS  | DNF       | 850 11,05 s      | 781 6,86 m       | DNS              | DNS              | DNS              | DNS              | DNS              | DNS              | DNS              | DNS              |
| n/a    | Tomáš Dvořák           | CZE  | DNF       | 746 11,53 s      | DNS              | DNS              | DNS              | DNS              | DNS              | DNS              | DNS              | DNS              | DNS              |